# サッカーセネガル代表
サッカーセネガル代表（サッカーセネガルだいひょう、Équipe du Sénégal de football）は、セネガルサッカー連盟（FSF）によって構成される、セネガルのサッカーのナショナルチームである。ホームスタジアムは、首都ダカールにあるスタッド・レオポール・セダール・サンゴールとディアムニアディオ・オリンピックスタジアム。
代表チームの愛称は、テランガのライオンたち（Les lions de la Teranga）。テランガとはセネガルの美称であり、ウォロフ語で「もてなし、ホスピタリティ」の意味である。

## 歴史

### 日韓W杯での躍進
波乱に富んだ2002年の日韓ワールドカップの中でも一際鮮烈な印象を与えたチームであり、フランス人のブルーノ・メツが指揮を執ったセネガル代表は開幕戦でもあった初戦で前回大会優勝のフランスに1-0で勝利し、世界中を驚かせた。この頃のセネガル代表チームには、キャプテンで現代表監督のアリウ・シセも含まれていた。その後もエル・ハッジ・ディウフが攻撃の中心とした機動的なサッカーで第2戦のデンマーク戦ではPKで先制されるも同点に追いつき1-1で引き分け、最終戦のウルグアイ戦は前半終了まで3-0とリードしていたが後半に3失点し、3-3で引き分けた。初戦の勝利が偶然でなかったことを証明した。1勝2分でデンマークに次ぐ2位で決勝トーナメントに進出し決勝トーナメント1回戦はスウェーデン戦でも1-1から延長前半終了間際に鮮やかな決勝ゴール(ゴールデンゴール)を叩き込んだ。ベスト8のトルコ戦も後半まで決着がつかず延長に突入したが延長前半4分、トルコのイルハン・マンスズからゴールデンゴールを決められ、ベスト8で敗退した。

### 低迷期から再飛躍
その後は下り坂を迎え、ドイツW杯では予選で敗退した。2006年開催のアフリカネイションズカップではベスト4に進出し復活の兆しを見せたかに思われた。が、同年行われた南アフリカW杯2次予選では3位に甘んじ、最終予選にも進むことが出来なかった。この敗退により、2010年開催のネイションズカップへの出場権も失っている。2012年開催のネイションズカップでは、デンバ・バなど強力な攻撃陣を擁し優勝候補にも挙げられたが、惜しくもグループリーグで敗退した。2014年ブラジルW杯アフリカ予選では3次予選でコートジボワールに敗れ、予選敗退となった。
2018年ロシアW杯アフリカ予選では、3次予選グループD首位で4大会ぶり2度目の本大会出場を決めた。本大会ではグループHに入り、初戦のポーランド戦は2-1で勝利した。第2戦の日本戦ではエースのサディオ・マネのゴールなどで2-2の引き分けにもつれ込むが、最終戦のコロンビア戦では0-1で敗れた。3戦終えた時点で日本と勝ち点、得失点差、総得点、直接対決の全てで並んだものの今大会より導入された反則ポイントにより3位となり、グループリーグ敗退となった。
2022年開催のアフリカネイションズカップではエジプトを下して初優勝を果たし、2022年カタール大会アフリカ3次予選でも、アフリカネイションズカップ2021決勝に続いてエジプトと対戦。アウェーで行われた第1戦は0-1で敗れたがホームで行われた第2戦で1-0の末PK戦に持ち込み、3-1でアフリカネイションズカップ2021に続いてエジプトに勝利して2大会連続で本大会出場を果たした。
2022年カタール大会ではグループAに入り、ホスト国のカタールの他、エクアドル、オランダと同じ組に入った。初戦のオランダ戦は0-2で敗れたが、第2戦のカタール戦には3-1で勝利した。最終戦のエクアドル戦ではイスマイラ・サールとカリドゥ・クリバリがゴールを挙げ2-1で勝利し、日韓W杯以来20年ぶりの決勝トーナメントに進出した。ラウンド16ではイングランドと対戦し、0-3で敗れた。

## 成績

### FIFAワールドカップ
| 開催国 / 年 | 成績               | 試       | 勝       | 分       | 負       | 得       | 失       |
| ----------- | ------------------ | -------- | -------- | -------- | -------- | -------- | -------- |
| 1930        | 不参加             | 不参加   | 不参加   | 不参加   | 不参加   | 不参加   | 不参加   |
| 1934        | 不参加             | 不参加   | 不参加   | 不参加   | 不参加   | 不参加   | 不参加   |
| 1938        | 不参加             | 不参加   | 不参加   | 不参加   | 不参加   | 不参加   | 不参加   |
| 1950        | 不参加             | 不参加   | 不参加   | 不参加   | 不参加   | 不参加   | 不参加   |
| 1954        | 不参加             | 不参加   | 不参加   | 不参加   | 不参加   | 不参加   | 不参加   |
| 1958        | 不参加             | 不参加   | 不参加   | 不参加   | 不参加   | 不参加   | 不参加   |
| 1962        | 不参加             | 不参加   | 不参加   | 不参加   | 不参加   | 不参加   | 不参加   |
| 1966        | 棄権               | 棄権     | 棄権     | 棄権     | 棄権     | 棄権     | 棄権     |
| 1970        | 予選敗退           | 予選敗退 | 予選敗退 | 予選敗退 | 予選敗退 | 予選敗退 | 予選敗退 |
| 1974        | 予選敗退           | 予選敗退 | 予選敗退 | 予選敗退 | 予選敗退 | 予選敗退 | 予選敗退 |
| 1978        | 予選敗退           | 予選敗退 | 予選敗退 | 予選敗退 | 予選敗退 | 予選敗退 | 予選敗退 |
| 1982        | 予選敗退           | 予選敗退 | 予選敗退 | 予選敗退 | 予選敗退 | 予選敗退 | 予選敗退 |
| 1986        | 予選敗退           | 予選敗退 | 予選敗退 | 予選敗退 | 予選敗退 | 予選敗退 | 予選敗退 |
| 1990        | 棄権               | 棄権     | 棄権     | 棄権     | 棄権     | 棄権     | 棄権     |
| 1994        | 予選敗退           | 予選敗退 | 予選敗退 | 予選敗退 | 予選敗退 | 予選敗退 | 予選敗退 |
| 1998        | 予選敗退           | 予選敗退 | 予選敗退 | 予選敗退 | 予選敗退 | 予選敗退 | 予選敗退 |
| 2002        | ベスト8            | 5        | 2        | 2        | 1        | 7        | 6        |
| 2006        | 予選敗退           | 予選敗退 | 予選敗退 | 予選敗退 | 予選敗退 | 予選敗退 | 予選敗退 |
| 2010        | 予選敗退           | 予選敗退 | 予選敗退 | 予選敗退 | 予選敗退 | 予選敗退 | 予選敗退 |
| 2014        | 予選敗退           | 予選敗退 | 予選敗退 | 予選敗退 | 予選敗退 | 予選敗退 | 予選敗退 |
| 2018        | グループリーグ敗退 | 3        | 1        | 1        | 1        | 4        | 4        |
| 2022        | ベスト16           | 4        | 2        | 0        | 2        | 5        | 7        |
| 合計        | 出場3回            | 12       | 5        | 3        | 4        | 16       | 17       |

### アフリカネイションズカップ
| 開催年 | 結果               | 試合     | 勝利     | 引分     | 敗戦     | 得点     | 失点     |
| ------ | ------------------ | -------- | -------- | -------- | -------- | -------- | -------- |
| 1957   | 不参加             | 不参加   | 不参加   | 不参加   | 不参加   | 不参加   | 不参加   |
| 1959   | 不参加             | 不参加   | 不参加   | 不参加   | 不参加   | 不参加   | 不参加   |
| 1962   | 不参加             | 不参加   | 不参加   | 不参加   | 不参加   | 不参加   | 不参加   |
| 1963   | 不参加             | 不参加   | 不参加   | 不参加   | 不参加   | 不参加   | 不参加   |
| 1965   | 4位                | 3        | 1        | 1        | 1        | 5        | 2        |
| 1968   | グループリーグ敗退 | 3        | 1        | 1        | 1        | 5        | 5        |
| 1970   | 予選敗退           | 予選敗退 | 予選敗退 | 予選敗退 | 予選敗退 | 予選敗退 | 予選敗退 |
| 1972   | 予選敗退           | 予選敗退 | 予選敗退 | 予選敗退 | 予選敗退 | 予選敗退 | 予選敗退 |
| 1974   | 予選敗退           | 予選敗退 | 予選敗退 | 予選敗退 | 予選敗退 | 予選敗退 | 予選敗退 |
| 1976   | 予選敗退           | 予選敗退 | 予選敗退 | 予選敗退 | 予選敗退 | 予選敗退 | 予選敗退 |
| 1978   | 予選敗退           | 予選敗退 | 予選敗退 | 予選敗退 | 予選敗退 | 予選敗退 | 予選敗退 |
| 1980   | 不参加             | 不参加   | 不参加   | 不参加   | 不参加   | 不参加   | 不参加   |
| 1982   | 予選敗退           | 予選敗退 | 予選敗退 | 予選敗退 | 予選敗退 | 予選敗退 | 予選敗退 |
| 1984   | 予選敗退           | 予選敗退 | 予選敗退 | 予選敗退 | 予選敗退 | 予選敗退 | 予選敗退 |
| 1986   | グループリーグ敗退 | 3        | 2        | 0        | 1        | 3        | 1        |
| 1988   | 予選敗退           | 予選敗退 | 予選敗退 | 予選敗退 | 予選敗退 | 予選敗退 | 予選敗退 |
| 1990   | 4位                | 5        | 1        | 2        | 2        | 3        | 3        |
| 1992   | ベスト8            | 3        | 1        | 0        | 2        | 4        | 3        |
| 1994   | ベスト8            | 3        | 1        | 0        | 2        | 2        | 3        |
| 1996   | 予選敗退           | 予選敗退 | 予選敗退 | 予選敗退 | 予選敗退 | 予選敗退 | 予選敗退 |
| 1998   | 予選敗退           | 予選敗退 | 予選敗退 | 予選敗退 | 予選敗退 | 予選敗退 | 予選敗退 |
| 2000   | ベスト8            | 4        | 1        | 1        | 2        | 6        | 6        |
| 2002   | 準優勝             | 6        | 4        | 2        | 0        | 6        | 1        |
| 2004   | ベスト8            | 4        | 1        | 2        | 1        | 4        | 2        |
| 2006   | 4位                | 6        | 2        | 0        | 4        | 7        | 8        |
| 2008   | グループリーグ敗退 | 3        | 0        | 2        | 1        | 4        | 6        |
| 2010   | 予選敗退           | 予選敗退 | 予選敗退 | 予選敗退 | 予選敗退 | 予選敗退 | 予選敗退 |
| 2012   | グループリーグ敗退 | 3        | 0        | 0        | 3        | 3        | 6        |
| 2013   | 予選敗退           | 予選敗退 | 予選敗退 | 予選敗退 | 予選敗退 | 予選敗退 | 予選敗退 |
| 2015   | グループリーグ敗退 | 3        | 1        | 1        | 1        | 3        | 4        |
| 2017   | ベスト8            | 4        | 2        | 2        | 0        | 6        | 2        |
| 2019   | 準優勝             | 7        | 5        | 0        | 2        | 8        | 2        |
| 2021   | 優勝               | 7        | 4        | 3        | 0        | 9        | 2        |
| 2023   | ベスト16           | 4        | 3        | 1        | 0        | 9        | 2        |
| 合計   | 17/33              | 71       | 30       | 18       | 23       | 87       | 58       |

## 現招集メンバー
2022年11月11日、2022 FIFAワールドカップに向けて発表されたメンバー。
注：選手の国籍表記はFIFAの定めた代表資格ルールに基づく。
| No. | Pos. |  | 選手名                   |
| --- | ---- |  | ------------------------ |
|     | GK   |  | エドゥアール・メンディ   |
|     | GK   |  | セニー・ディエン         |
|     | GK   |  | アルフレッド・ゴミス     |
|     | DF   |  | カリドゥ・クリバリ       |
|     | DF   |  | ユスフ・サバリ           |
|     | DF   |  | アブドゥ・ディアロ       |
|     | DF   |  | フォデ・バロ＝トゥーレ   |
|     | DF   |  | パプ・アブ・シセ         |
|     | DF   |  | イスマイル・ヤコブス     |
|     | DF   |  | フォルモス・メンディ     |
|     | MF   |  | イドリッサ・ゲイェ       |
|     | MF   |  | シェイフ・クヤテ         |
|     | MF   |  | クレパン・ディアタ       |
|     | MF   |  | ナンパリス・メンディ     |
|     | MF   |  | パプ・ゲイェ             |
|     | MF   |  | パペ・マタル・サール     |
|     | MF   |  | ムスタファ・ナメ         |
|     | MF   |  | ママドゥ・ルーム         |
|     | MF   |  | パテ・シス               |
|     | FW   |  | サディオ・マネ           |
|     | FW   |  | イスマイラ・サール       |
|     | FW   |  | ファマラ・ディエディウ   |
|     | FW   |  | ブライユ・ディア         |
| --  | FW   |  | バンバ・ディエン         |
|     | FW   |  | イリマン・エンディアイエ |
|     | FW   |  | ニコラス・ジャクソン     |

## 歴代監督
- ラウル・ディアニュ 1960-1961
- ジュール・ヴァンドーラン 1961-1963
- オットー・プフィスター 1979-1982
- パペ・アリウヌ・ディオプ  1982-1986
- クロード・ル・ロワ 1989-1992
- ピーター・シュニットガー 1995-2000
- ブルーノ・メツ 2000-2002
- ギ・ステファン 2002-2005
- アブドゥライェ・サール 2005-2006
- ヘンリク・カスペルチャク 2006-2008
- ラミーヌ・エンディアイェ 2008
- アマラ・トラオレ 2009-2012
- ジョセフ・コト 2012
- アラン・ジレス 2013-2015
- アリウ・シセ 2015-2024
- パペ・ティアウ 2024-

## 歴代選手
| - トニー・シルヴァ - ハディム・エンディアイェ - アルフレッド・ゴミス - アブドゥライェ・ディアロ - エドゥアール・メンディ | - ハビブ・ベイェ - パプ・ムッサ・ディアカテ - ムスタファ・バヤル・サール - アリウ・シセ - ムサ・ワゲ - アダマ・ムベング - ユスフ・サバリ - カラ・ムボジ - ラミーヌ・ガサマ - カリドゥ・クリバリ - サリフ・サネ - サリウ・シス - ファル・ディアニェ - ザルゴ・トゥーレ - シェイフ・ムベング - フォデ・バロ＝トゥーレ - アブドゥ・ディアロ | - パパ・ブバ・ディオプ - ディオマンシ・カマラ - イシアル・ディア - カラ・ムボジ - イドリッサ・ゲイェ - シェイフ・クヤテ - シェイク・エンドイェ - バドゥ・エンディアイェ - アルフレッド・エンディアイェ - アンリ・セヴェ - モハメド・ディアメ - パパクリ・ディオプ | - エル＝ハッジ・ディウフ - アンリ・カマラ - ママドゥ・ニアン - パピス・シセ - デンバ・バ - サディオ・マネ - ムサ・ソウ - ムッサ・コナテ (サッカー選手) - ケイタ・バルデ - ディアフラ・サコ - エムベイェ・ニアン - イスマイラ・サール - マメ・ビラム・ディウフ - ファマラ・ディエディウ - クマ・エルハジ・ババカル |